# Moisés Dueñas

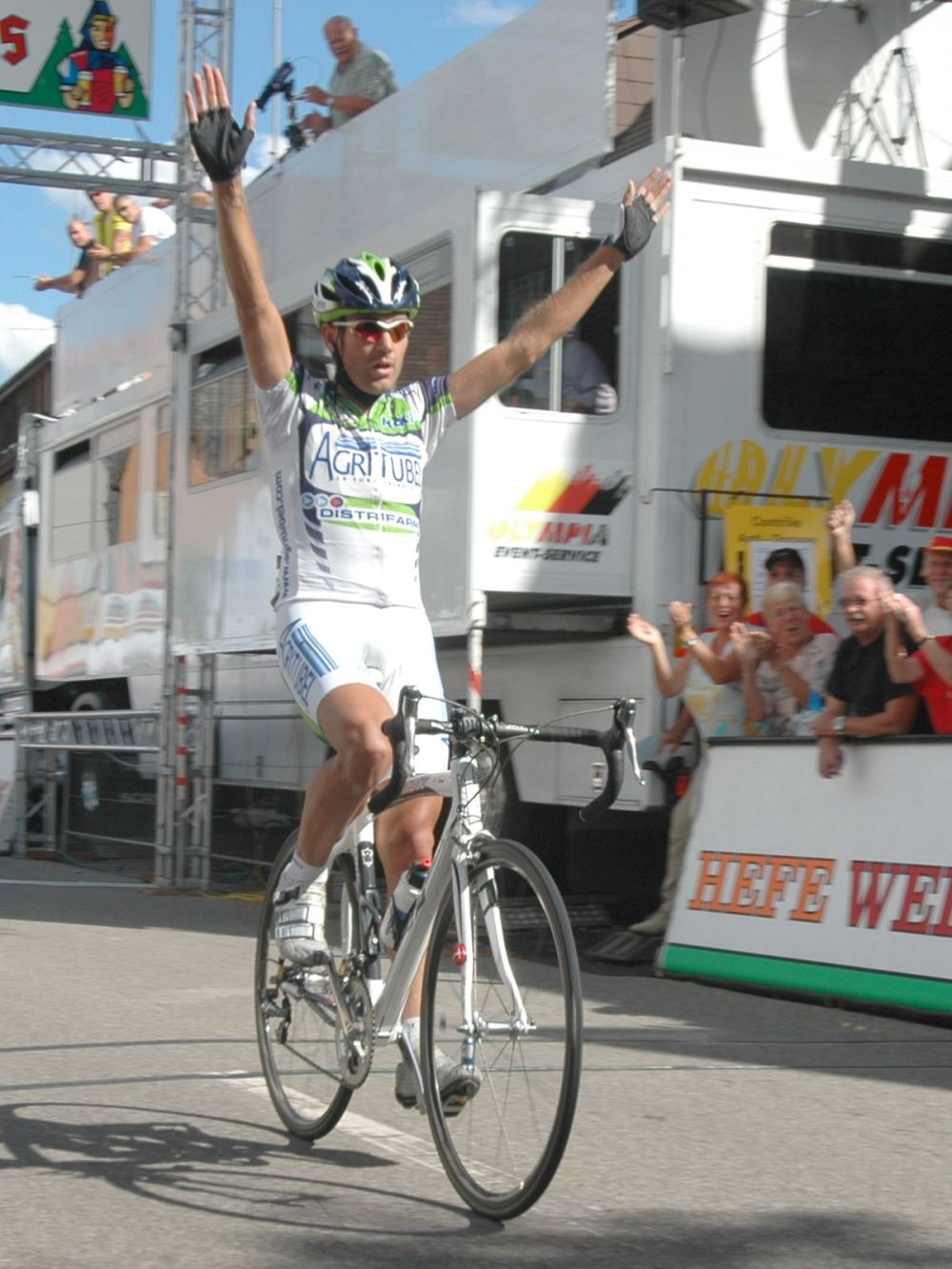
Moisés Dueñas bei der Rothaus Regio-Tour 2007

Moisés Dueñas Nevado (* 10. Mai 1981 in Salamanca) ist ein ehemaliger spanischer Radrennfahrer. 

## Sportlicher Werdegang
Moisés Dueñas konnte 2002 eine Etappe beim Circuito Montañés gewinnen. Profi wurde er erst 2004 bei dem spanischen Radsport-Team Relax-Bodysol. 2005 erzielte er Top-Ten-Platzierungen im Endklassement der Asturien-Rundfahrt, der Burgos-Rundfahrt und beim Gran Premio de Llodio. Seit 2006 fährt Dueñas für das französische Professional Continental Team Agritubel. Er nahm durch eine Wildcard seiner Mannschaft an der Tour de France teil und beendet sie auf dem 61. Gesamtrang. In der Nachwuchswertung ergab das den fünften Platz hinter Damiano Cunego. Im September konnte er noch die Tour de l’Avenir für sich entscheiden. Das Führungstrikot übernahm er nach seinem Sieg auf der 6. Etappe und gab es bis zum Ende des zehn Etappen umfassenden Rennens nicht mehr ab.
Bei der Tour de France 2008 wurde er am Morgen der elften Etappe am 16. Juli 2008 – auf Platz 19 der Gesamtwertung liegend – mit Dopingvorwürfen konfrontiert und von der französischen Polizei vernommen. In seiner A-Probe aus der vierten Etappe wurde das Blutdopingmittel EPO nachgewiesen. Bei einer anschließenden Durchsuchung seines Hotelzimmers wurden Spritzen, Nadeln und Transfusionsbeutel gefunden. Die B-Probe bestätigte das positive Testergebnis. Sein Team Barloworld suspendierte ihn auf Grund der positiven A-Probe mit sofortiger Wirkung aus dem Team und verwies auf eine Einzeltat innerhalb des Teams, um somit den Ausschluss des gesamten Teams aus dem Rennen zu verhindern, welcher stattgefunden hätte, wenn dem Team systematisches Doping nachgewiesen worden wäre. Vier Tage später gab Dueñas zu gedopt zu haben, woraufhin er für ein Jahr gesperrt wurde.
Nach dem Ablauf seiner Sperre fuhr Dueñas zunächst auf der Vereinsebene für das Team Supermercados Froiz, für das er eine Etappe beim Cinturó de l’Empordà 2010 gewann. 2012 kehrte er mit dem UCI Continental Team Burgos-BH auf die internationale Bühne zurück. Mit dem Gewinn der vierten Etappe der Vuelta Ciclista a León erzielte er den letzten Sieg seiner Karriere. 
Nach der Saison 2015 beendete Dueñas im Alter von 34 Jahren seine Karriere als Radrennfahrer.

## Erfolge
2006
- Gesamtwertung und eine Etappe Tour de l’Avenir

2007
- Gesamtwertung und eine Etappe Rothaus Regio-Tour

2010
- eine Etappe Cinturó de l’Empordà

2012
- eine Etappe Vuelta Ciclista a León